# Ernesto (novela)
Ernesto es una novela inacabada de Umberto Saba (1883-1957), escrita en 1953 y publicada póstumamente en 1975. Fue su única obra de ficción. Era en gran parte autobiográfico, incluidos detalles sobre la amistad y el amor del personaje principal por un violinista, y su apego a su Trieste natal. Como dice un crítico: "revisó no solo las escenas sino también los estados de ánimo de su pubertad".
Un guion adaptado libremente de la novela sirvió como base para una película en italiano del mismo nombre en 1979.

## Argumento
Los hechos de la novela tienen lugar en el transcurso de un mes de 1898 en Trieste. Ernesto, un aprendiz de oficinista de 16 años de un comerciante de harina llamado Wilder, vive con su madre y su tía. Él y su madre dependen de la caridad de los familiares, y Ernesto resiente dicho control. Cuando tenía trece años, pasó un verano perfecto leyendo Las mil y una noches. Adopta puntos de vista políticos de izquierda, en parte por convicción y en parte para molestar a Wilder. Tiene sus primeras experiencias sexuales en varias ocasiones con un jornalero de 28 años identificado como "el hombre". Sus roles reflejan modelos clásicos, con el hombre mayor insistiendo en que, dado que tiene barba, debe ser el compañero activo en las relaciones sexuales. Ernesto también tiene una experiencia con una prostituta. Se imagina una vida diferente para sí mismo, quizás como un violinista de concierto adorado, aunque carece de talento. Su acercamiento tentativo a la masculinidad se refleja en una visita al peluquero donde se afeita por primera vez, aunque apenas parece necesitarlo. Se resiente por estar sobrecargado de trabajo, aunque se niega a compartir tareas con un asistente más joven. Se resiente de su empleador y renuncia a su cargo con una carta insultante. Terminar su empleo también terminará con sus encuentros casuales con "el hombre" en el trabajo. Su madre logra que su empleador vuelva a contratar a Ernesto, quien luego le revela su historial sexual a su madre para evitar volver a ocupar su puesto de empleado.
Esa noche Ernesto asiste a un recital de violín y en el intermedio ve a un hermoso niño un poco más joven que él pero no logra ubicarlo al final del concierto. Se conocen por casualidad al día siguiente y descubren que tienen el mismo profesor de violín. "Podrían haber sido dos cachorros, que en lugar de mover la cola se sonreían". Ernesto dice que acaba de cumplir 17 años y el otro chico, Emilio llamado "Ilio", tiene 15 años y medio y es un estudiante de violín más talentoso que Ernesto. Deciden ser amigos.

## Composición y publicación
Consciente de cómo su tratamiento de las relaciones entre personas del mismo sexo ofendería a la mayoría de los lectores en Italia en la década de 1950, Saba no planeó publicar este trabajo. Él escribió: "Supe tan pronto como escribí la primera oración que esto no sería para su publicación". Permitió que solo unos pocos elegidos leyeran su manuscrito. Leyó selecciones a otros residentes del asilo romano donde vivía cuando comenzó a escribir en 1953. Todavía luchando contra la depresión, se mudó a Trieste. Cuando compartió algunas páginas por correo con su hija Linuccia, incluyó "instrucciones paranoicas" para proteger y devolver el borrador.
Planeaba continuar la historia desde la adolescencia de Ernesto hasta su descubrimiento de la poesía, que sería la obra de su vida y su primera experiencia amorosa. Cuando Saba completó cuatro episodios, concluyendo con la confesión de Ernesto a su madre, escribió una explicación de una página para el lector que interrumpe la narración. Lo tituló "Casi una conclusión". Describió su incapacidad para continuar escribiendo: "Agregue a esas páginas, el avance de Ernesto hacia su verdadera vocación, y de hecho tendrá la historia completa de su adolescencia. Desafortunadamente, el autor es demasiado viejo, demasiado cansado y amargado para evocar la fuerza para escribir todo eso". Escribió solo un quinto episodio que relata el recital de violín y el inicio de la amistad de Ernesto con Ilio. En agosto de 1953 ordenó la destrucción de su manuscrito y la novela quedó inconclusa a su muerte en 1957.
Su hija Linuccia dispuso su publicación por Einaudi en 1975. Carcanet Press publicó una traducción al inglés hecha por Mark Thompson en 1987, con una imagen de portada en colores saturados de una mujer caminando por la costa tomada de una pintura de un artista de Trieste. Recibió una distribución más amplia en 1989 en ediciones de Paladin en Londres y HarperCollins en Nueva York. Un crítico de The New York Times señaló que la "franqueza ... sin duda habría llamado la atención" de Saba en la década de 1950, pero que "cualquiera que lea estas escenas hoy, sin embargo, probablemente encontrará su contenido sexualmente explícito redimido por el tono indefectiblemente afectuoso". New York Review Books publicó una traducción de Estelle Gilson en 2017. El escritor irlandés Aidan Higgins clasificó su tratamiento de la sexualidad adolescente con el trabajo de una generación anterior de escritores, Maurice de E. M. Forster y La muerte en Venecia de Thomas Mann. Escribió: "El amor que no se atreve a pronunciar su nombre aquí difícilmente se atreve a pronunciar palabras por encima de un susurro". Elsa Morante elogió su manejo de la "sensualidad inocente" en "este chico ideal".
Saba escribió en dialecto y prestó mucha atención al lenguaje y al registro a medida que sus personajes navegan en las relaciones sociales utilizando términos formales e informales de trato entre empleador y empleado, empleado y trabajador, empleado sénior y júnior, e incluso nuevos amigos adolescentes. La madre de Ernesto le habla en italiano correcto en lugar del dialecto local, mientras que Wilder prefiere el alemán y confía en Ernesto principalmente para su correspondencia en italiano.